# USS Ford (FFG-54)
USS Ford (FFG-54) byla fregata třídy Oliver Hazard Perry, která sloužila v americkém námořnictvu. Své jméno nesla po lodním dělostřelci Patricku O. Fordovi, který posmrtně obdržel Námořnický kříž za své hrdinství ve vietnamské válce. Na lodi se nacházel také popis Fordových akcí.
Loď byla spuštěna v červenci 1983 v loděnici Todd Pacific Shipyards v kalifornském San Pedru. V červnu 1985 byla pod vedením velitele J. F. Ecklera uvedena do služby.
V únoru 2007 loď obdržela Ocenění za efektivitu v boji za rok 2006.
Mezi květnem a zářím 2007 byla loď nasazena na přípravě a výcviku CARAT, při kterém navštívila přístavy v Japonsku, Filipínách, Thajsku, Malajsii, Singapuru a Indonésii.